# Municipio de Zuma
El municipio de Zuma (en inglés: Zuma Township) está ubicado en el condado de Rock Island, en el estado de Illinois (Estados Unidos).

## Geografía
El municipio de Zuma se encuentra ubicado en las coordenadas 41°33′17″N 90°15′50″O / 41.55472, -90.26389. Según la Oficina del Censo de los Estados Unidos, tiene una superficie total de 63,04 km², de la cual 61,56 (97,66%) corresponden a tierra firme y 1,48 (2,34%) a agua.

## Demografía
Según el censo de 2010, el municipio de Zuma estaba habitado por 757 personas y su densidad de población era de 12,01 hab/km². Según su raza, el 96,57% de los habitantes eran blancos, el 1,59% negros o afroamericanos, el 0,4% asiáticos, y el 0,26% de otras. Además, el 1,19% pertenecían a dos o más razas y, del total de la población, el 1,59% eran hispanos o latinos de cualquier raza.